# John Scales
John Robert Scales (Harrogate, 4 juli 1966) is een Engels voormalig voetballer. Scales was een centrale verdediger.

## Clubcarrière

### Leeds United en Bristol Rovers
Scales lanceerde zijn carrière bij Bristol Rovers van 1985 tot 1987, nadat hij geen vaste plek in het elftal kon afdwingen bij Leeds United. Scales speelde als jonge snaak geen enkele competitiewedstrijd voor Leeds, maar er waren betere tijden op komst voor de centrale verdediger, die afkomstig is uit Harrogate (North Yorkshire).

### Wimbledon
In 17 seizoenen profvoetbal werd Scales bekend als aanvoerder van Wimbledon, waar zijn prestaties hem een transfer naar Liverpool opleverden. Scales verhuisde na zijn eerste seizoen als profvoetballer naar eersteklasser Wimbledon, waarmee hij vanaf 1992 uitkwam in de nieuwe Premier League. Hij won de FA Cup met Wimbledon, destijds onder supporters bekend als de Crazy Gang, in 1988. Scales volgde Vinnie Jones op als aanvoerder toen die naar Leeds transfereerde.

### Liverpool
Na twee seizoenen op een hoog niveau te hebben gespeeld onder leiding van de Ierse trainer Joe Kinnear – Wimbledon, met clubtopschutter Dean Holdsworth in de rangen, eindigde als zesde in Scales' laatste seizoen 1993/1994 – verkaste Scales naar Liverpool voor een som van £ 3.500.000. Scales was een vaste waarde bij The Reds. Volgens hem miste de ploeg de nodige discipline om kampioen te spelen, waarmee hij doelde op "moeilijke" jongens als Robbie Fowler en Stan Collymore. Meer dan twintig jaar na zijn afscheid van de club zei Scales dat hij Liverpool eigenlijk niet wilde verlaten en dat hij zijn vertrek heeft beklaagd. Hij speelde mee in de verloren FA Cup-finale van 1996, waarin Liverpool met 0-1 ten onder ging tegen aartsrivaal Manchester United na een late treffer van Éric Cantona vijf minuten voor tijd.

### Tottenham Hotspur
In de zomer van 1996 verliet hij Anfield voor White Hart Lane en dus Tottenham Hotspur. Met de Spurs bereikte Scales onder leiding van trainer George Graham de finale van de League Cup van 1999, waarin Leicester City met 0-1 werd verslagen. Allan Nielsen scoorde voor Spurs vlak voor blessuretijd, waardoor Spurs de beker in de lucht mocht steken. Tottenham speelde lang met een man minder omdat Justin Edinburgh op het uur werd uitgesloten na een handgemeen met Leicester-middenvelder Robbie Savage. Scales was out met een kuitblessure en moest de finale aan zich voorbij laten gaan. In vier seizoenen speelde hij amper 33 competitiewedstrijden door blessures.

### Ipswich Town
Scales verruilde Spurs voor Ipswich Town, waar de verdediger slechts twee optredens maakte en aan het einde van het seizoen 2000/2001 zijn carrière afsloot.

## Erelijst
| Competitie        |           |           |
| Competitie        | Aantal    | Jaren     |
| Wimbledon         | Wimbledon | Wimbledon |
| ----------------- | --------- | --------- |
| FA Cup            | 1×        | 1987/88   |
| Liverpool         |           |           |
| League Cup        | 1×        | 1994/95   |
| Tottenham Hotspur |           |           |
| League Cup        | 1×        | 1998/99   |

## Interlandcarrière
Scales is een drievoudig Engels international, maar scoorde niet voor zijn land. Zijn drie interlands dateren van juni 1995.
| Interlands van John Scales voor Engeland | Interlands van John Scales voor Engeland | Interlands van John Scales voor Engeland | Interlands van John Scales voor Engeland | Interlands van John Scales voor Engeland | Interlands van John Scales voor Engeland |
| №                                        | Datum                                    | Wedstrijd                                | Uitslag                                  | Competitie                               | Goals                                    |
| ---------------------------------------- | ---------------------------------------- | ---------------------------------------- | ---------------------------------------- | ---------------------------------------- | ---------------------------------------- |
| 1                                        | 03.06.1995                               | Engeland - Japan                         | 2 – 1                                    | Umbro International Trophy               | /                                        |
| 2                                        | 08.06.1995                               | Engeland - Zweden                        | 3 – 3                                    | Umbro International Trophy               | /                                        |
| 3                                        | 11.06.1995                               | Engeland - Brazilië                      | 1 – 3                                    | Umbro International Trophy               | /                                        |